# Pintor de la botella del Louvre
El Pintor de la botella del Louvre es el nombre convenido de un pintor de vasos griego de Apulia, activo desde aproximadamente el 330 hasta el 300 a. C.
El pintor de la botella del Louvre, alumno del Pintor de Lecce 1075, influyó significativamente en la creación de vasos decorados con el estilo de Egnacia en el llamado período medio de su producción. Su taller está asociado a la introducción de varias innovaciones,las líneas grabadas que definían el campo pictórico se sustituyeron por otras pintadas, y se introdujo el llamado nuevo "tipo de vid", que se pintaba en blanco, amarillo o dorado (anteriormente se pintaban solo en amarillo),  con un tallo en zigzag, con zarcillos y borlas complejos y el uso de nervaduras (que se convirtieron en estándar en la fase posterior de Egnacia). Se representan de nuevo lécitos, botellas, pero también lebetas con cabezas femeninas aladas y máscaras colgantes de heteras, a menudo con el llamado "peinado de melón". En algunos vasos, se representan de nuevo figuras y escenas completas, pero con un nuevo estilo. Los erotes, en forma de adultos, han sido reemplazados por niños pequeños y regordetes con diminutas alas.